# Sárközi Gyula
Sárközi Gyula (Budapest, 1962. január 12. –) magyar balettművész, koreográfus, rendező, producer, az EuroPass-díjas Madách Tánc- és Színművészeti Szakgimnázium és Alapfokú Művészeti Iskola alapítója.
"Egy ideig úgy fogalmaztam meg magamnak, hogy gyökértelen vagyok, de nem vagyok, mert van egy iskolám. A gyerekek nagyon komoly kapaszkodót adnak az élethez." (Sárközi Gyula)

## Életpályája
Budapest VIII. kerületében nőtt fel nagy szeretetben, de szegénységben. 
Szülei támogatták tanulmányait, a családi háttér és a sok munka segítette hozzá, hogy kiemelkedő pályát járhasson be táncművészként.
Tanulmányait 1972-ben kezdte az Állami Balettintézetben Sterbinszky László és Menyhárt Jacqueline növendékeként, majd itt szerzett egyetemi diplomát 1982-ben.
1982–2009 között a Magyar Állami Operaházban kartáncosként, később címzetes magántáncos-szólistaként, 1990-től balettmesterként, 1991-től koreográfus-asszisztensként, szakmai tanácsadóként dolgozott. 
Művészként legfontosabb mestereinek Seregi Lászlót, Markó Ivánt, Fülöp Viktort és Vlagyimir Nyikolajevics Vasziljevet tartja. 
1987-től tíz éven át tanított a Magyar Táncművészeti Főiskolán, ahol évfolyamvezető balettmester volt, majd 1999-ben docensi címet kapott. Olyan növendékek formálódtak kezei alatt, mint Bajári Levente, Jurányi Patrick, Csonka Roland, Liebich Roland  – ők mindnyájan a Magyar Állami Operaház szólistái, Bongár Attila, a Carolina Ballet (USA) szólistája, Kapin Gábor a Carolina Ballet (USA) és a Boston Ballet (USA) szólistája, valamint Kováts Gergely Csanád koreográfus. 
1987 és 1990 között a Szegedi Balett magántáncos-szólistája, majd 1992 és 2016 között a Markó Iván vezette Magyar Fesztivál Balett balettmestere, ezzel párhuzamosan pedig 1991 és 2016 között a Madách Színház Tánckarának művészeti vezetője és balettmestere.
2001-ben megalapította a Madách Tánc- és Színművészeti Szakgimnázium és Alapfokú Művészeti Iskolát, melynek azóta is művészeti vezetője. Még ugyanabban az évben megalapította a KFKI Kamarabalettet, amely Sárközi Gyula Társulat néven a névadó irányításával jelenleg is működik.
2016 óta a Madách Színház Macskák musicaljének balettmestere, 2017 és 2019 között az ExperiDance produkció balettmestere, 2018-ban és 2019-ben a Szegedi Kortárs Balett nél töltötte be ugyanezt a pozíciót.

## Fontosabb munkái[2]
- 2001 - LGT Táncképek – koreográfus-producer,
- 2002 - Kerék álom – koreográfus,
- 2003 - Cabaret – producer,
- 2003 - XXI. Macbeth – koreográfus-rendező-producer,
- 2004 - Tam-Tangó – koreográfus-rendező-producer,
- 2006 - Bogármese – koreográfus-rendező-producer,
- 2007 - Pán Péter – koreográfus-rendező-producer,
- 2008 - A Notre Dame-i toronyőr – producer,
- 2009 - Gulliver a törpék országában – koreográfus-rendező-producer,
- 2009 - Diótörő – koreográfus-rendező-producer,
- 2022 - Habiszti - koreográfus-producer.

## Főbb szerepei a Magyar Állami Operaházban (a teljesség igénye nélkül)
- Othello – címszerep,
- Anna Karenina – Karenin,
- Macbeth – Banquo,
- A csodálatos mandarin – címszerep,
- A próba – Júdás,
- Szentivánéji álom – Oberon,
- A halál és a lányka – a Halál,
- Rómeó és Júlia – Tybalt,
- Spartacus – az afrikai,
- Sylvia – Kentaur,
- A rosszul őrzött lány – Simone anyó,
- Giselle – Hilarion,
- Macskák - Mefisztulész

## Díjai és kitüntetései
- 1998 - A Magyar Köztársasági Érdemrend kiskeresztje
- 2000 - Harangozó Gyula-díj
- 2011 - Új Európa Alapítvány az „Év pedagógusa” cím
- 2018 - Bánffy Miklós-díj
- 2022 - Nemzetiségekért Díj

## Társadalmi szerepvállalásai
- 2000-től 2005 februárig a Magyar Táncművészek Szövetségének elnökségi tagja,
- 2009-től 2011 decemberig az NKA Tánckollégiumának bizottsági tagja,
- 2018 és 2019 között a Cziffra Központ szakmai tanácsadó testületének tagja volt.

## Magánélete
Édesapja Sárközi Károly raktárvezető, édesanyja Fényes Terézia, egy testvére született, Sándor. Fia, Sárközi Gyula József, szintén balett-táncos. Roma családból származik.

## Érdekességek
A Madách Színház Macskák előadásában több mint ötszázszor táncolta Mefisztulész szerepét, majd Seregi László felkérte és a darab próbavezetője lett. 
A Csillag születik című televíziós műsorban a hosszú évek után visszatérő Medveczky Ilona szólóját ő koreografálta.